# Ma petite fille, mon amour
Ma petite fille, mon amour est une pièce de théâtre de Jean-Claude Sussfeld, mise en scène Yves Le Moign', au Théâtre Montansier en 1997 et au Théâtre Fontaine en 1998. 

## Fiche technique
- Auteur : Jean-Claude Sussfeld
- Mise en scène : Yves Le Moign'
- Scénographie : Jacques Noël
- Date : 1er octobre 1997 au Théâtre Montansier
- Date : 25 février 1998 au Théâtre Fontaine

## Distribution
- Danielle Darrieux : Huguette
- Jacques Dufilho : Léonce
- Sonia Vollereaux : Irène